# ラコニア号事件
ラコニア号事件（Laconia incident）は、第二次世界大戦中の大西洋で起こったイギリス海軍所属の軍隊輸送船ラコニア号の撃沈とその後の乗員救助の試みに関する一連の出来事である。1942年9月12日、ルドルフ・シャープ船長（Rudolph Sharp）以下、乗組員、乗客、兵員、捕虜等あわせて2,732人が搭乗していたラコニア号を西アフリカにてドイツ海軍の潜水艦U-156が撃沈した。U-156艦長ヴェルナー・ハルテンシュタイン少佐は昔ながらの海上捕獲法に従い、直ちにラコニア号乗員らの救助に着手するとともに、周辺海域に展開する連合国軍に対してその旨を放送した。また、間もなくして周辺に展開していた別のUボートも救援のために合流している。
救助した生存者を前甲板に乗せたU-156は赤十字の旗を掲げ、ヴィシー・フランスの船舶と合流するべく浮上航行していたが、その最中にアメリカ陸軍航空軍所属のB-24爆撃機による襲撃を受けた。この時、B-24のパイロットはUボートの位置に加え、彼らが救助活動を行っていること、甲板に生存者らを載せていることを上級司令部に報告していたが、その上で攻撃を行うようにと明確な指令を改めて受けていた。B-24からの爆撃および機銃掃射によって乗員ら数十人が死亡した。また、攻撃を受けたU-156は止むを得ず潜行し、甲板にいた生存者らは海に放り出されることとなった。
救助活動は他の船舶により引き続き実施されていたが、そのうちの1隻であったU-506も米軍作戦機による襲撃を受け潜行を余儀なくされた。最終的に1,113人が救助され、1,619人（主にイタリア人捕虜）が死亡した。
事件後、多くのドイツ海軍将兵は連合国軍船舶乗員の救助に消極的になっていった。まもなくしてドイツ海軍潜水艦隊司令長官カール・デーニッツ提督は撃沈艦の生存者救出を一切禁止するラコニア指令を全部隊に通達し、無制限潜水艦作戦の展開へと繋がった。当時、B-24乗員やその上官らはいずれも処罰されず、また調査も行われなかった。
戦後のニュルンベルク裁判において、検察側がデーニッツおよび潜水艦隊による戦争犯罪の証拠としてラコニア指令を引用しようと試みた際、調査の過程で事件の全容が明らかになった。この事件は繰り返し書籍や映画の題材とされた。

## 事件概要

### RMS ラコニア

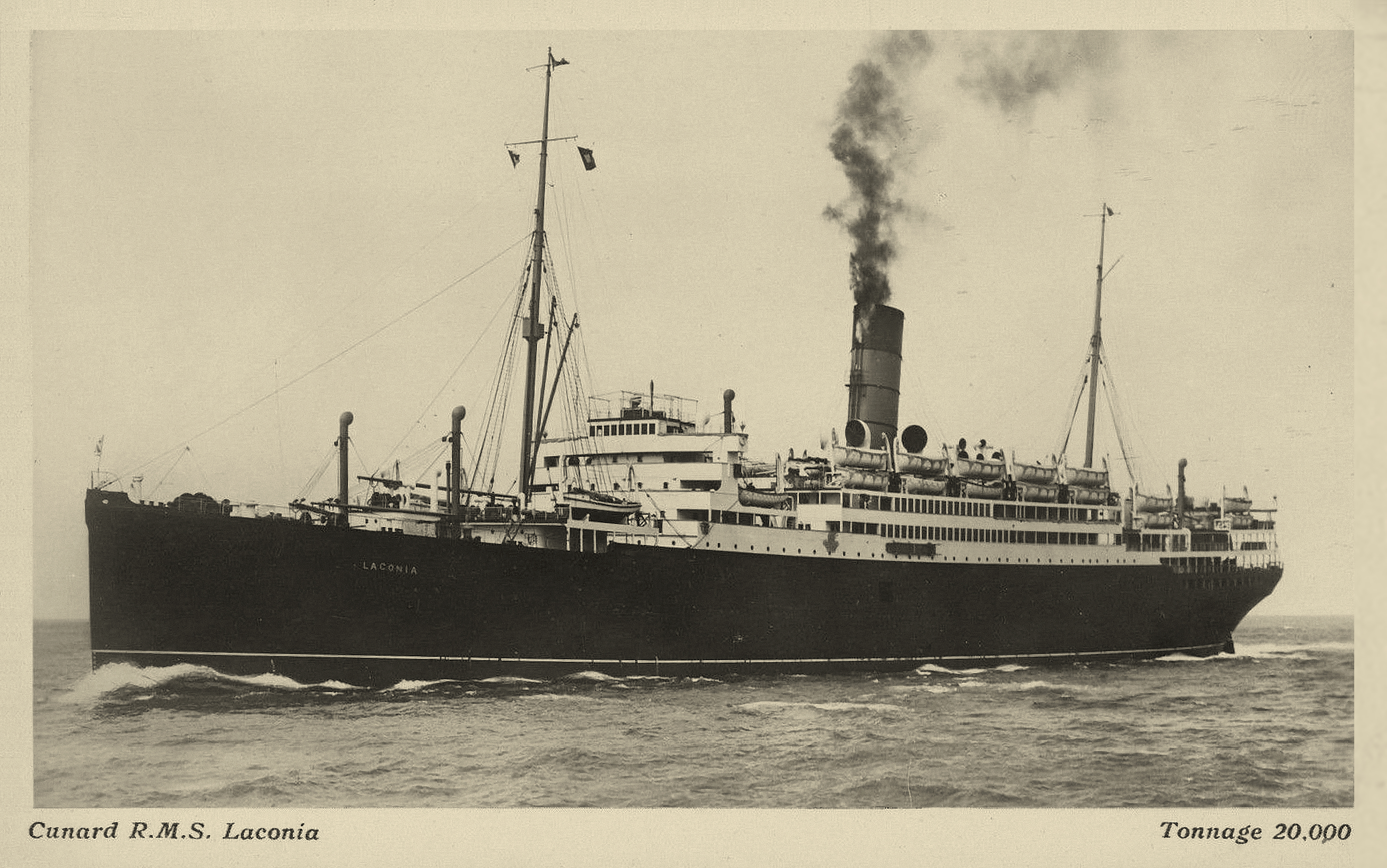
ラコニア号（1921年頃）

イギリスの客船であるRMSラコニアは、1921年に民間の遠洋定期船として建造された。第二次世界大戦勃発後、イギリス海軍に徴用され、1942年には軍隊輸送船に改装された。事件当時、ラコニア号はルドルフ・シャープ大佐（Rudolph Sharp）のもと、ケープタウンからフリータウンに向けて航行中であり、士官および乗員463名、民間人87名、イギリス軍人286名、イタリア人捕虜1,793名、捕虜の監視要員たるポーランド軍人103名が乗り込んでいた。
なお、シャープ船長は、軍隊輸送船ランカストリアの船長を務めていた時、フランス撤退の一環として実施されたエアリアル作戦に参加し、1940年6月17日にサン＝ナゼール軍港沖でドイツ軍作戦機による爆撃に晒されて船を撃沈されている。

### ドイツ軍の襲撃
1942年9月12日22時00分、独潜水艦U-156は西アフリカ沿岸のアセンション島とリベリアの間の海域でパトロールを開始した。そして単独航行中のイギリス大型船舶を発見したため、艦長ヴェルナー・ハルテンシュタイン少佐は攻撃を命じた。ラコニア号は当時の一般的な商船および軍隊輸送船と同様に武装していたため、保護の対象とはされず、U-156側にとっては警告なしに攻撃を行うことも適切な判断であった。
22時22分、ラコニア号は600m帯通信で以下のメッセージを発信した。
SSS SSS 0434 South / 1125 West Laconia torpedoed
「SSS」は「潜水艦による攻撃下にあり」を意味する符号である。メッセージは繰り返し打電されたものの、いずれかの通信局ないし船舶がこれを受信したという記録はない。
救命ボートは捕虜を含めた全員分が用意されていたが、船体が大きく傾斜していたため、そのうち半数しか切り離すことができなかった。船が沈み始めた時、イタリア人捕虜らは施錠された貨物倉に取り残されていたが、大部分はハッチを破るか換気シャフトを登って脱出した。捕虜らは救命ボート乗り場に殺到し、その混乱の中で数名が射殺され、またボートに乗り込もうとした捕虜の多数が座席を確保するために銃剣で刺殺された。
ポーランド兵は着剣した小銃で武装していたが、銃弾は支給されていなかったためである。残された目撃証言も、（恐らくはイギリス兵によって）射殺された捕虜は少数であり、大部分は銃剣で刺殺されていたことを示している。最後の救命ボートが切り離されるまでに大部分の生存者は海に飛び込んでいたため、座席が埋まらなかったボートも何隻かあった。船上には1隻のボートと捕虜たちだけが残された。
後に生存者が回想したところによれば、海に投げ出されたイタリア人がボートに登ろうとした時には、銃で撃つか、もしくは斧で手を切断することがあった。イタリア人たちが流した血の臭いによって、瞬く間にサメが集まってきたという。
ラコニア号が沈み始めると、U-156は生き残った上級士官を捕えるために浮上した。そして、U-156乗組員たちは海上で漂いもがいている2,000名以上の生存者を目の当たりにしたのである。

### 救助活動
生存者の大部分が捕虜および民間人であることを確認すると、ハル
テンシュタインは直ちに赤十字旗を掲げて救助活動に移った。攻撃から1時間ほど経った23時23分、ラコニア号は沈没した。9月13日1時25分、ハルテンシュタインは暗号通信を用いて潜水艦隊司令長官（BdU）たるデーニッツ提督に宛てて以下のメッセージを打電した。
| Versenkt von Hartenstein Brite "Laconia". Marinequadrat FF 7721 310 Grad. Leider mit 1500 italienischen Kriegsgefangenen. Bisher 90 gefischt. 157 cbm. 19 Aale, Passat 3, erbitte Befehle. | 「ハルテンシュタインは英船舶ラコニアを撃沈。座標FF 7721 310。遺憾ながら、イタリア人捕虜1,500名。これまで90名を救助。157立方メートル（燃料残量）。ウナギ（魚雷）19。貿易風（風力）3。命令求む」 |

このメッセージを受け取ったデーニッツは、ケープタウン奇襲攻撃のために待機していたアイスベア潜水艦隊に所属するUボート7隻に対し、直ちに救助に向かうよう命じた。しかし、デーニッツが状況と対応をベルリンに報告すると、総統アドルフ・ヒトラーは激怒して救助中止を命じた。海軍総司令官エーリヒ・レーダー提督はデーニッツに対し、ハルテンシュタインのU-156を含むアイスベア潜水艦隊全艦を撤退させ、当初の計画通りケープタウンへ向かわせるように命じた。そしてエーリヒ・ヴュルデマン大尉指揮下のU-506、ハロ・シャハト少佐指揮下のU-507、イタリア海軍潜水艦カッペリーニに対し、U-156と接触して生存者を引き継ぎ、さらにラコニア号沈没現場でイタリア人捕虜の捜索および救助を行わせるよう命じた。
さらにレーダーはヴィシー・フランスに対し、救助活動中の潜水艦3隻から生存者を引き継ぐためにダカールおよび象牙海岸からの艦隊派遣を要請している。これに応じ、ダカールからは軽巡グロワール（7,500-ロングトン (7,600 t)）、フランス領ギニアのコナクリからは通報艦アンナン（Annamite, 650-ロングトン (660 t), 高速）、ダホメのコトヌーからは通報艦デュモン・デュルヴィル（2,000-ロングトン (2,000 t), 低速）がそれぞれ出港した。デーニッツはアイスベア潜水艦隊を撤退させ、ハルテンシュタインにもレーダーの指令を伝達していたが、同潜水艦隊のヘルムート・ヴィッテ大尉指揮下のU-159とU-156を交代させた上で、別途以下の命令を伝達した。
U-156はまもなくして200人近く（うち女性5名）を救出して甲板上および艦内に収容し、曳航索を用いて別の200名ほどを収容した救命ボート4隻を接続した。13日6時00分、ハルテンシュタインは25m帯通信を用い、海域を航行中の全ての船舶に対して救助活動の支援要請および攻撃を行わないことを約束する旨を英語の平文で発信した。
フリータウンのイギリス当局はこのメッセージを受信していたが、何らかの謀略を目的とした通信である可能性が高いと判断し、信用しなかった。2日後の9月15日、ラコニア号が雷撃されたことと商船エンパイア・ヘブン（Empire Haven）が生存者収容に向かっている旨がアメリカ側に伝達された。これを伝えた「言葉足らずの文章」（poorly worded message）は、ラコニアが同日中に沈没したことを暗示していたものの、ドイツ側が停戦状態で救助を試みていたこと、中立国フランスの船舶が救助に向かっていることなどには一切言及されていなかった。
U-156は2日半の浮上航行を続けた。15日11時30分にはU-506と合流し、数時間後にはU-507およびカッペリーニとも合流した。4隻の潜水艦はそれぞれ甲板に数百人を載せた上で救命ボートを曳航し、ヴィシー・フランス側の艦隊と接触するためにアフリカ沿岸に向けて航行を開始した。

### アメリカ軍の襲撃
夜間のうちに4隻の潜水艦は別れていた。9月16日11時25分、アセンション島の秘密航空基地から発進したアメリカ陸軍航空軍所属のB-24爆撃機がU-156を発見した。この時、U-156は甲板に赤十字旗を掲げて航行していた。ハルテンシュタインはB-24のパイロットに対し、モールス信号および英語で支援を要請する通信を行った。また、イギリス軍の士官がB-24に対して次のような通信を行っている。
パイロットのジェイムズ・D・ハーデン少尉（James D. Harden）はこれらに応答せず、一度旋回して所属基地に状況の報告を行った。この日の当直士官だったロバート・C・リチャードソン三世大尉はB-24に対して「潜水艦を撃沈せよ」（sink the sub）と命じた。リチャードソンはドイツ軍が赤十字旗のもと救助活動を行っていた事実を把握していなかったと主張している。主張の要点は以下のようなものだった。
- 当時の戦時国際法において、戦闘艦が赤十字旗を掲げることは認められていないと考えていた。
- イギリス軍が現場に派遣した連合国側貨物船2隻がUボートに攻撃されるのではないかと恐れていた。
- Uボートはイタリア人捕虜のみを救助したと考えていた。
- 彼自身が行った戦略的評価において、Uボートがアセンション島の秘密航空基地および燃料集積所を発見・砲撃した場合、エジプトのイギリス軍やロシアのソ連軍に対する連合国軍側の物資空輸が致命的な打撃を受けると思われた[7]。

命令を受けたハーデンは引き返し、12時32分から爆弾および爆雷を用いた攻撃を開始した。そのうち1発は曳航中の救命ボートに直撃して数十名の生存者を殺害し、甲板上にいた者も負傷した。ハルテンシュタインはまだ浮かんでいた救命ボートを切り離し、甲板上にいた生存者に海に飛び込むよう命じた。彼らに海に飛び込み退避する時間を与えるため、U-156は時間を掛けてゆっくりと潜行した。ハーデンの報告によれば、潜水艦に対する攻撃は4度行われた。そのうち3回は爆雷および爆弾の投下に失敗していたが、4度目には2発の爆弾が投下された。
ハルテンシュタインはフランス船舶の到着を待つようにと伝えていたが、生存者らを載せた2隻の救命ボートはアフリカへと向かった。このうち1隻には68人が乗り込んでいたが、27日後にアフリカへ到達した時には16人しか生き残っていなかった。もう1隻は40日後にイギリスのトロール船に救助されたが、52人乗り込んでいた生存者のうち、生き残っていたのはわずか4人だった。
リチャードソンによる命令は、「"一見したところでの"戦争犯罪」（prima facie war crime）と考えられている。戦時国際法において、潜水艦を含む艦船が救助活動に従事する場合、攻撃されない権利があるとされているためである。

## 爆撃後
一方、U-507、U-506、カッペリーニは攻撃に気づかないまま生存者の救助を続けていた。翌朝、カッペリーニのマルコ・レベディン艦長（Marco Revedin）は、U-156に収容されたはずの生存者が再び救助されたことに気がついた。11時30分、レベディンは次のような通信を受けた。
U-507とU-506も司令部よりU-156攻撃の報告を受け、収容した生存者の数について報告を求められた。U-507艦長シャハトは491名を救助、うち女性15名、子供16名と報告した。U-506艦長ヴュルデマンは151名を救助、うち女性と子供9名と報告した。司令部はイギリス人およびポーランド人全員を下船させ、その地点をマークし、さらにそのマークした地点に留まることを生存者らに厳命した上で、各潜水艦ともフランス艦との合流地点に急行するようにと命じた。しかし、いずれの艦長も生存者を下船させないことを決定した。
アセンション基地航空隊所属のB-25爆撃機5機およびハーデン機は夜明けから夕暮れにかけて引き続き潜水艦の捜索を行った。9月17日、B-25のうち1機がラコニア号の救命ボートを発見し、また商船エンパイア・ヘブン号に対して航空隊の位置が伝えられた。ハーデン機は女性および子供9名を含む生存者151名を甲板に載せたU-506を確認すると、攻撃を開始した。最初の攻撃でハーデン機は爆弾投下に失敗し、同時にU-506は急速潜航を開始した。2度目の攻撃では500 lb (227 kg)爆弾2発、350 lb (159 kg)爆雷2発が投下されたが、U-506に損傷を与えることはできなかった。

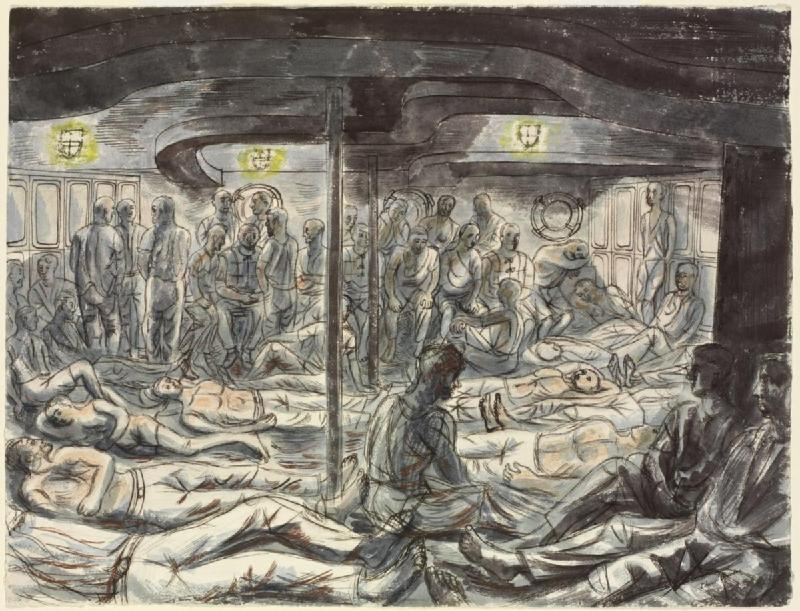
軽巡グロワールによって救出された生存者。エドワード・ボーデン画

同日、フリータウンのイギリス当局はアセンション基地に対して、「3隻のフランス艦がダッカから出発した」という曖昧なメッセージを伝えた。リチャードソンはフランス軍がアセンション島攻撃を開始したと解釈し、これに対応するために潜水艦狩りを中止させた。
軽巡グロワールは合流地点から60マイル (97 km)の地点でイギリス人52名を救助した。17日14時00分、グロワールは合流地点に到達し、通報艦アンナン、U-507、U-506との合流を果たす。U-507に留置されたイギリス人士官2名以外の生存者は全てフランス艦に移された。その後の4時間でグロワールは漂流していた救命ボート11隻を発見し、生存者を救助した。22時00分、もう1隻の救命ボートを救助した後、アンナンとの合流地点に向けて移動を開始した。18日1時00分、水平線に光が見えたため、グロワールはアンナンとの合流を取りやめて捜索を再開し、さらに84名を救助した。その後、9時30分になってから改めてアンナンと合流し、アンナンからグロワールへと生存者を移動させた。最終的にイタリア人373名、ポーランド人70名、イギリス人597名が救出された。そのうち48名が女性ないし子供だった。21日、グロワールはダカールにて補給を行い、25日にはカサブランカに到着した。この時、イギリス側生存者を代表したボールドウィン大佐が、グロワール艦長ガストン・エリー・グラツィアーニ大佐（Gaston Élie Graziani）に宛てて、次のようなメッセージを伝えた。
一方、カッペリーニはフランス軍艦との合流に失敗し、確認と報告を求める無線通信を行った上で待機していた。これを受けて派遣された通報艦デュモン・デュルヴィルは、その途中で9月12日に撃沈されたイギリスの輸送艦トレヴィレー（Trevilley）の生存者を載せた救命ボートを偶然にも発見したため、付近で他の生存者の捜索を行った。9月20日、デュモン・デュルヴィルはカッペリーニと合流し、イタリア人6名とイギリス士官2名を除く生存者全員が移された。その後、イタリア人生存者はさらにアンナンへと移され、9月24日にはダカールにて下船した。ラコニア号に乗り込んでいた2,732名のうち、最終的に生き延びたのは1,113人だった。死亡した1,619名のうち、1,420名がイタリア人捕虜だった。

### 生存者
カサブランカに上陸した生存者らはメディウナへ移送され、ドイツ国内の捕虜収容所への移動を待っていた。11月8日、連合国軍の北アフリカ侵攻（トーチ作戦）が始まると、生存者らは開放された。彼らは輸送船アントン（Anton）に乗り込み、アメリカ本土へと向かった。
グラディス・フォスター（Gladys Foster）は、後にラコニア号の沈没と漂流、救助、アフリカでの収容所生活に関する述懐を発表した。彼女はマルタに派遣されていた従軍牧師デニス・ボーシャン・リズリー・フォスター（Denis Beauchamp Lisle Foster）の妻で、事件当時は14歳の娘エリザベス・バーバラ・フォスター（Elizabeth Barbara Foster）を連れてイギリス本国へ向かうためラコニア号に乗船していた。バーバラとは沈没時の混乱のために離れ離れになっていたが、後に別の救命ボートに乗り込んでいたことが判明した。フォスターはロンドン到着後間もなくして周囲の勧めを受けて述懐を発表することとなった。
宣教看護婦ドリス・ホーキンス（Doris Hawkins）は、沈没後27日間の漂流を経てリベリア上陸を果たした救命ボート9号艇に乗り込んでいた生存者である。彼女はパレスチナでの5年間の勤務を終え、イングランドへと向かうためラコニア号に乗り込んでいた。帰国後にホーキンスが作成した冊子『Atlantic Torpedo』は、1943年にヴィクター・ゴランツによって出版された。この中でパレスチナからともに乗船していた生後14か月の女児サリー・ケイ・リードマン（Sally Kay Readman）について回想し、次のように述べている。
9号艇がUボートから切り離された時点で生存者68名が乗り込んでいたが、27日間の漂流を生き延びたのはそのうちわずか16名だった。ホーキンスは遺族のもとを周り、死の直前に託された遺品などを届けることに終戦までの期間を費やした。
生存者の1人、ジム・マクローリン（Jim McLoughlin）は書籍『One Common Enemy』の中で、救助直後のハルテンシュタインとの会話について触れている。ハルテンシュタインはまず「君は英海軍軍人か」とマクローリンに尋ねた。彼が答えると、ハルテンシュタインはさらに何故あの船が武装していたのかと尋ね、「もし武装していなければ、攻撃はしなかった」と語ったという。

## 事件の影響
ラコニア号事件は深刻な影響をもたらした。当時、Uボートが船舶を撃沈した場合、乗組員は生存者に食料や水を提供し、負傷者がいれば応急処置を施した上で、最も近い陸地への方角を伝えることが一般的な対応とされていた。（艦内スペースにはスペースが取れない理由から、生存者を乗艦させることは非常に稀だった）。1942年9月17日、デーニッツ提督は事件を受けていわゆるラコニア指令を発令した。この中でデーニッツはUボート乗組員に対して救助活動を禁止し、生存者は海上に放置せよと命じていた。ただし、その後もこれに反して救助活動を試みたUボート艦長が少なからずいた。
終戦後の1946年、デーニッツはニュルンベルク裁判の中で戦犯容疑者として起訴を受けた。当初はラコニア指令が検察側の示したもののうち最重要の訴因とされていたものの、これが裏目に出ることとなった。弁護側はドイツ潜水艦が長年にわたり示した人道的な振る舞いを証明する多数の事例を挙げると共に、類似の状況で冷淡な態度を示した連合国側の事例と対比した。デーニッツはそうした連合国側の冷淡さと米軍作戦機による救助活動への攻撃の直接の結果としてラコニア指令があったのだと主張する。さらに、アメリカでも参戦直後から類似の命令のもとで無制限潜水艦作戦の訓練が行われていたことが指摘された。デーニッツの裁判に際し、米海軍太平洋艦隊司令長官チェスター・ニミッツ提督はデーニッツの代理人に宛て、米海軍が参戦初日から太平洋で無制限潜水艦作戦を展開していたことを認める証言を提出している。
検察側はデーニッツによる2つの指令、すなわち1939年の戦時指令154号と1942年のいわゆるラコニア指令について多くの証言を紹介した。弁護側はこれらの命令およびそれを裏付ける一連の証拠が示すのは、そうした方針ではなく、むしろその逆を示す多くの証拠をもたらすものと主張した。裁判では、一連の証拠はデーニッツが難破船生存者の殺害を意図的に命じたことを十分証明し得ないと判断した。命令は議論の余地なく曖昧であり、その点は強い非難を受けるに値する。

証拠はまた、救助規定が遂行されなかったこと、被告がそれを遂行するべきではないと命じたことを示した。弁護側は、潜水艦の安全は原則として救助活動において最も重要だが、航空機の発達がこれを阻害し救助を不可能にしたのだと主張した。いずれにせよ、条約が定める規則は明白である。これによれば、艦長が救助を行えないと判断した場合、商船を撃沈することは認められず、安全な通過を認めなければならない。故に、デーニッツによる指令は条約に違反している。

証明されたすべての事実、特に1940年5月8日にイギリス海軍本部より発表された指令、すなわちスカゲラク海峡に侵入する全ての船舶の撃沈を命ずるもの、および太平洋戦争初日からアメリカが太平洋にて無制限潜水艦作戦を展開していたことを認めたチェスター・ニミッツ提督の証言などを踏まえると、デーニッツに対する有罪判決は潜水艦に関する国際法への違反という観点から成されるものではない。
『International Law Studies』誌では、戦時における国際法の解釈および当事者らがどのような適用を行ったかを取り上げている。64号9章『The Law of Naval Operations』では、第二次世界大戦中の潜水艦戦に適用される国際法に言及するためラコニア号事件を取り上げている。
 攻撃を命じた者と爆撃を実行した機長は、"一見したところでの"戦争犯罪について有罪である。機長は救助活動を目視したに違いないので、彼の判断は決して許されるものではない。そうした活動が行われている間、敵潜水艦は既に合法的な攻撃対象ではない。アメリカ陸軍航空軍がこの事件に関して何ら追求の努力を行わず、当時有効だった国内刑法のもとで裁判を行わなかった事実は、軍法会議が深刻な形で指揮命令系統に組み込まれていることを示している。

### 関連文献
- Grossmith, Frederick (1994). The Sinking of the Laconia, A Tragedy in the Battle of the Atlantic. ISBN 1-871615-68-2
- Hawkins, Doris (1943). Atlantic Torpedo – The record of 27 days in an open boat following a U-boat sinking. London: Victor Gollancz
- Blair, Clay (1998). The Hunted, 1942–1945. Random House. ISBN 0-679-45742-9
- Peillard, Leonce (1963). The Laconia Affair. New York: G. P. Putnam's Sons. ISBN 0-553-23070-0
- Maurer, Maurer; Paszezk, Lawrence. Origin of the Laconia Order. Air University Review (March–April 1964 ed.)